# 歌謡プレミアム
『歌謡プレミアム』（かようプレミアム）は、2013年4月1日から、BS日テレで毎週月曜日に放送されている、演歌・歌謡曲がメインの音楽・歌番組である。
この番組で流れる歌は、TVサイズと呼ばれている短縮版ではなく、基本的にフルコーラスでの収録となっている。
番組開始当初から20:00 - 20:54（JST）の枠で放送されていたが、2023年4月より現在の21:00 - 21:54に移動。また『歌謡プレミアム セレクション』が金曜日20:00 - 20:54（JST）の枠で放送されている。

## 司会
- 赤坂泰彦
- 馬場典子（2014年6月まで日本テレビアナウンサー。フリー転向後も引き続き出演）

## スタッフ（2021年6月以降）
- ナレーター：後呂有紗（日本テレビアナウンサー）
- 構成：矢頭浩、野中浩之
- TM：村上正
- SW/CAM：早川智晃、高野信彦
- CAM：水梨潤、東武志、小林沙祐里
- VTR：池田祐一郎、三崎美貴、寺井赳博、塩原和益、盛岡智昭、錦織健三、田邊仁美、稲毛彩乃、松村弘美、天内理絵、梶川辰雄、山口郁馬、寺見遥希
- VE：川平貴之、笈川太、塩原和益、片山雄斗、飯島友美、池田祐一郎
- 音声：瀧島要介、杉村理紗、伊藤義典、原秀彰、大越克人、梅本綾乃、木本文子、坪井翔馬、冨樫尚耶、坂本幸香、梓沢曜平
- 照明：長谷川剛史、千葉雄、池長正宏
- 美術プロデューサー：塚越千恵
- 美術デザイン：田澤奈津美
- 技術協力：NiTRo
- 美術協力：日テレアート
- 編集：白根大、鷺坂成己
- MA：釜井敬典
- 音効：佐藤裕二
- TK：桜井えみこ
- デスク：小原麻実、村田明(朋)美
- カラオケ音源協力：DAM（第一興商）
- 音楽協力：日本テレビ音楽
- ディレクター：諏訪裕紀、安達穣史、庄司名衣、加村元輝、出野晧平/松本亜弓、髙村いずみ、劉子毓、正寶奈都貴、岩根桜子、井狩亮人
- 演出：豊永満
- プロデューサー：大友有一、榎元美由紀、本橋武夫、大野眞奈美/橋本隆、山崎佑里子（山崎→以前はAP）
- チーフプロデューサー：原司
- 制作協力：オフィス・ケーアール
- 制作：BS日本（BS日テレ）
- 製作著作：日本テレビ（日テレ）

### 過去のスタッフ
- ナレーター：佐藤梨那（日本テレビアナウンサー）
- TP：佐々木賢
- CAM：福田伸一郎、矢作陽一
- VE：明庭保昭
- 音声：小境健太郎、辻直哉
- 照明：宮田千尋
- 美術デザイン：熊崎真知子
- MA：瀬戸浩太
- デスク：佐藤容子
- AD：大戸絵理加、巻下歩夢、新島のどか、下浩生
- ディレクター：大内勝、下井大祐
- プロデューサー：南波昌人、芦澤英祐、大平道春
- チーフプロデューサー：伊東修、川邊昭宏、秋山健一郎（秋山→以前はプロデューサー）